# Первомайский (Навлинский район)
Первомайский — поселок в Навлинском районе Брянской области в составе Алешинского сельского поселения.

## География
Находится в восточной части Брянской области на расстоянии приблизительно 8 км на северо-запад по прямой от районного центра поселка Навля.

## История
Упоминается с 1920-х годов. На карте 1941 года обозначен как колхоз «Первомайский» с 21 двором.

## Население
Численность населения: 19 человек (русские 95 %) в 2002 году, 7 в 2010.